# Peter Hric
Peter Hric (Spišská Nová Ves, Checoslovaquia, 17 de junio de 1965-Luxemburgo, 14 de marzo de 2025) fue un deportista eslovaco que compitió en ciclismo en las modalidades de montaña y ciclocrós. Ganó una medalla de bronce en el Campeonato Europeo de Ciclismo de Montaña de 1993, en la prueba de campo a través.

## Medallero internacional
| Campeonato Europeo | Campeonato Europeo | Campeonato Europeo | Campeonato Europeo |
| Año                | Lugar              | Medalla            | Competición        |
| ------------------ | ------------------ | ------------------ | ------------------ |
| 1993               | Klosters (Suiza)   | Medalla de bronce  | Campo a través     |